# Liste de cărți
Aceasta pagină conține o listă de liste de cărți.
- Lista volumelor publicate în Colecția Biblioteca pentru toți (Editura Minerva)
- Cele 100 de cărți ale secolului după Le Monde
- Lista celor mai influente 100 cărți din istoria omenirii
- Lista cărților științifico-fantastice publicate în România
- Lista celor mai bine vândute cărți
- Listă cu cele mai bune romane din SUA
- Listă de cărți referitoare la revoluția română
- Listă de romane științifico-fantastice
- Catalogul Colecției „Cele mai frumoase poezii”
- Catalogul Colecției Lyceum
- Catalogul Colecției Biblioteca pentru toți (Jurnalul Național)
- Catalogul colecției Romanul de dragoste (Editura Eminescu)
- Biblioteca pentru toți copiii
- Biblioteca școlarului
- Lista volumelor publicate în Colecția SF (Editura Tineretului)

Listă de cărți ordonată alfabetic
| # | A | Ă | B | C | D | E | F | G | H |   |  |
| I | Î | J | K | L | M | N | O | P | Q |   |  |
| R | S | Ș | T | Ț | U | V | W | X | Y | Z |  |